# Secamone tenuifolia
Secamone tenuifolia är en oleanderväxtart som beskrevs av Joseph Decaisne. Secamone tenuifolia ingår i släktet Secamone och familjen oleanderväxter. Inga underarter finns listade i Catalogue of Life.